# Comtat de Portois
Portois fou un pagus de Borgonya que va constituir un comtat al segle ix. La capital era Port-sur-Saône. El nom derivava de Pagus Portisiorum o Porticiani que voldria dir "estranger"; una altra versió diu que Pagus Porrticianus o Portensis vindria de Portus Abucini (Port-sur-Saône) la població que era la seva capital; tot el districte de la població era conegut com a Portus Collatinensis o Collatensis agafat de Collatis, Collaterii, nom donat als colons galo-romans que s'hi havien refugiat; una tercera versió ho deriva de Portus-Bucinus antic nom de Port-sur-Saône; es va fundar amb l'arribada dels burgundis a Sequània al segle v i fou un dels cinc pagus que va formar el Franc Comtat junt amb els comtes de Scoding (Escuens), d'Amaous (Amous), de Warasch (Varais) i de la vila de Besançon. Vers 590 Sant Colombà, que tenia la protecció de Agnoald, bisbe de Laon, i a través d'ell dels senyors del pagus del Port (francès Portois) va fundar tres monestirs a la regió (Annegray, Fontaine i Luxeuil); molts nobles li van confiar als seus fills destinats a la carrera eclesiàstica. A la partició de la Lotaríngia el 870 entre Carles II el Calb i Lluís II el Germànic, aquest darrer va adquirir els comtats de Warasch, d'Amaous i de Port o Portois; aquest darrer incloïa les senyories de Faucogney (amb 120 pobles), Rupt i Traves i corresponia a grans trets al modern departament de l'Haute-Saône.
Hug el Negre (914-952) fou comte de Varais (el 914) i de Portois (el 918) i va portar el títol d'arxicomte de l'Alta Borgonya. A la meitat del segle X el comte Letald II de Mâcon (952-965) va prendre el poder als quatre comtats al nord-est del seu: el Varais, el Amous o Amaous, el Escuens i el de Portois, que van quedar units a les seves mans portant el títol de comte de Besançon o també de «comes burgundiae» és a dir el comtat de Borgonya després conegut com a Franc Comtat; sembla que ja abans el comtat de Varais tenia certa preeminència sobre els altres per tenir al bisbe de Besançon al seu territori. Amb Letald II els pagus haurien conservat un governant local, probablement amb títol de vescomte, feudatari del comte de Besançon. El comte Aubri II (965-982) també és esmentat com a comte de Besançon i «comes burgundiae». El 972 s'esmenta per primer cop al vescomte Ricard de Vessoul (al Portois) quan fou atacat pel duc de Borgonya i el comte de Chalon, i llavors la capital del comtat/vescomtat s'hauria desplaçat ja de Port-sur-Saône a Vesoul; al deixar-se d'utilitzar el nom de Port o Portois, el vescomtat fou anomenat per la seva capital Vesoul.
A Aubri II el va succeir Otó Guillem (982-1026) el fill del qual Renald (1026-1057) fou el primer a ser qualificat de comte de Borgonya amb títol hereditari de comte palatí de Borgonya. Els vescomtes de Vessoul foren heretats vers 1073 per Hug de Traves, de la família de senyors de Traves, que van tenir el vescomtat encara un temps. L'organització en pagus va subsistir fins al segle xiii.